# Eunola
Eunola é uma cidade  localizada no estado americano do Alabama, no Condado de Geneva.

## Demografia
Segundo o censo americano de 2000, a sua população era de 182 habitantes.
Em 2006, foi estimada uma população de 186, um aumento de 4 (2.2%).

## Geografia
De acordo com o United States Census Bureau, a localidade tem uma área de 2,4 km², sem área coberta por água.

## Localidades na vizinhança
O diagrama seguinte representa as localidades num raio de 24 km ao redor de Eunola.